# Élections au Parlement de Galice de 2005
Les élections au Parlement de Galice de 2005 (en espagnol : elecciones al Parlamento de Galicia de 2005, en galicien : eleccións ao Parlamento de Galicia de 2005) se tiennent de manière anticipée le dimanche 19 juin 2005, afin d'élire les 75 députés de la VIIe législature du Parlement de Galice pour un mandat de quatre ans.
Contrairement à ses habitudes, le président de la Junte Manuel Fraga achève en avance la législature, marquée notamment par sa gestion critiquée de la marée noire du Prestige et convoque les élections quatre mois avant le terme naturel de son mandat.
En dépit des critiques et des sondages, le Parti populaire obtient sa cinquième victoire électorale consécutive sous la conduite de Manuel Fraga, mais il perd sa majorité absolue à un siège près. En forte progression, le Parti socialiste retrouve son rang de deuxième force politique au détriment du Bloc nationaliste galicien, dont le résultat moins bon qu'espéré ne garantit pas initialement l'alternance. Finalement, le décompte du vote des expatriés confirme la répartition des sièges au soir du scrutin, garantissant l'exacte majorité absolue aux partis de gauche.
En moins de trois semaines au mois de juillet, le Parti socialiste et le Bloc nationaliste s'accordent sur un contrat de coalition et un gouvernement conjoint. Six semaines après les élections, le socialiste Emilio Pérez Touriño est investi président de la Junte et forme un exécutif dont le nationaliste Anxo Quintana est vice-président. Manuel Fraga renonce pour sa part à diriger le PP de Galice, responsabilité qui revient en janvier 2006 à Alberto Núñez Feijóo.

## Contexte
Le Parti populaire (PP) du président de la Junte Manuel Fraga remporte pour la quatrième fois consécutive la majorité absolue lors des élections régionales du 21 octobre 2001, devançant de 25 points le Bloc nationaliste galicien (BNG), arrivé deuxième. Cependant, pour la première fois depuis 1989, le nombre d'abstentionnistes dépasse celui des votants du PP. La certitude des résultats a en effet accru le désintérêt des électeurs pour ce scrutin. Parmi les forces de l'opposition, le Parti socialiste (PSdeG-PSOE) progresse, pour la première fois depuis 1989 tandis que le Bloc nationaliste enregistre son premier recul depuis 1985, échouant à se transformer en véritable alternative nationaliste, comme le sont CiU en Catalogne et le PNV au Pays basque.
Le 5 décembre 2001, Manuel Fraga est investi président de la Junte pour un quatrième mandat par 41 voix pour et 34 voix contre, seul le Parti populaire lui accordant sa confiance. Il prête serment dix jours plus tard et son quatrième gouvernement de 14 membres entre en fonction le 17 décembre.
Au mois de décembre 2002, le naufrage du pétrolier Prestige et la marée noire qui s'ensuit au large des côtes galiciennes placent le gouvernement espagnol du Parti populaire et le gouvernement régional sous le feu des critiques. Manuel Fraga met plus d'une semaine à réagir, tout comme le premier vice-président du gouvernement national, chargée de coordonner la réponse à la crise, Mariano Rajoy, ce qui est fort mal perçu par l'opinion publique et par l'opposition,.
Les élections municipales du 25 mai 2003 sont marquées par un recul du Parti populaire, qui reprend cependant la mairie de Ferrol au BNG, pourtant en progression mais qui perd également la municipalité de Vigo au profit du PSOE. Ce dernier conserve de peu la majorité absolue à La Corogne, tout comme le PP à Orense, la conquiert à Lugo et obtient la majorité relative à Saint-Jacques-de-Compostelle, à l'image du BNG à Pontevedra. Sur la côte de la Mort et dans les Rías Baixas, zones les plus touchées par la marée noire, le PP parvient à se renforcer en capitalisant sur les aides débloquées par le gouvernement, en dépit des critiques quant à la gestion de la catastrophe.
Le 20 avril 2005, la radio Cadena SER dévoile que Manuel Fraga a décidé de convoquer des élections anticipées pour le 19 juin suivant. Le président de la Junte annonce formellement cette décision le lendemain, à la suite de la réunion hebdomadaire du Conseil de la Junte, rompant avec une pratique constante depuis son arrivée au pouvoir de mener la législature à son terme. Il justifie sa décision par « l'inquiétude » que lui procure le processus de réforme des statuts d'autonomie de différentes communautés autonomes et par la « marginalisation » dont est selon lui victime la Galice de la part du gouvernement espagnol du Parti socialiste.

## Mode de scrutin

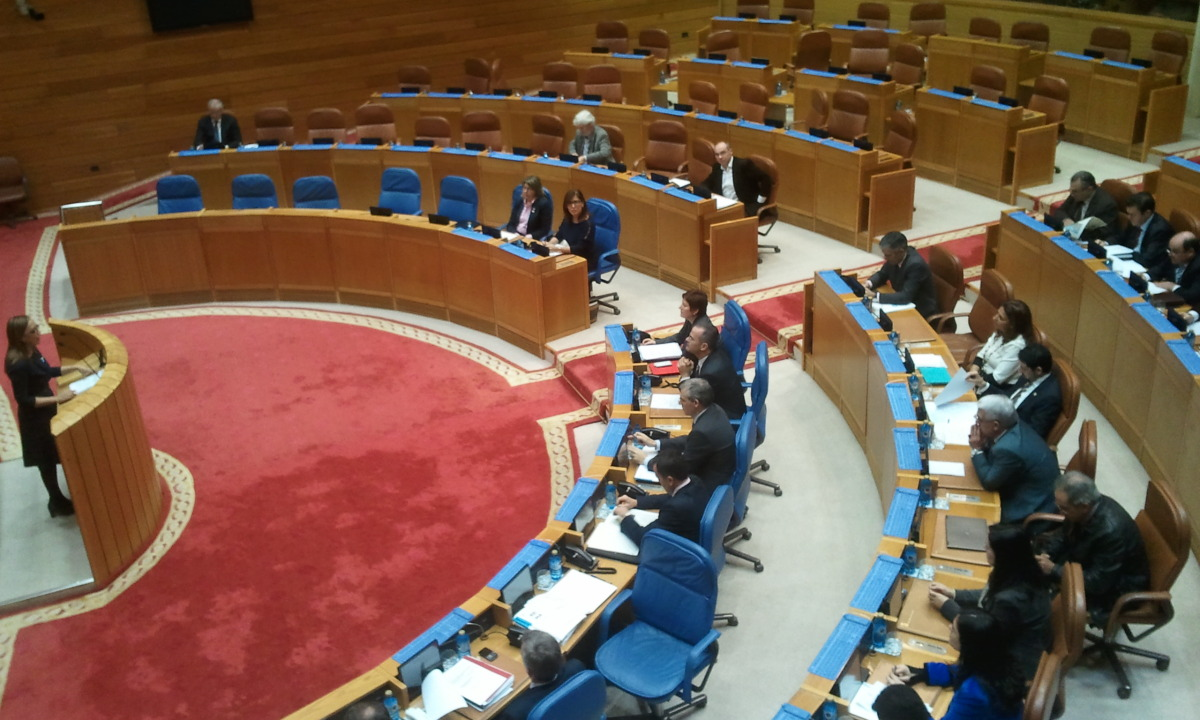
Hémicycle du Parlement de Galice.

Le Parlement de Galice (Parlamento de Galicia) est une assemblée parlementaire monocamérale constituée de 75 députés (diputados), élue pour une législature de quatre ans au suffrage universel direct selon les règles du scrutin proportionnel D'Hondt par l'ensemble des personnes résidant dans la communauté autonome où résidant momentanément à l'extérieur de celle-ci, si elles en font la demande.

### Convocation du scrutin
Conformément à l'article 11 du statut d'autonomie, le Parlement est élu pour un mandat de quatre ans. L'article 12 de la loi électorale galicienne du 13 août 1985 précise que les élections sont convoquées au moyen d'un décret du président de la Junte de Galice, publié au Journal officiel. La première disposition finale de cette même loi dispose que loi électorale relative au Congrès des députés s'applique pour tout ce qu'elle-même ne prévoit pas.

### Nombre de députés par circonscription
Puisque l'article 11 du statut d'autonomie ne prévoit aucun nombre minimal de députés, l'article 9 de la loi électorale indique que le nombre de parlementaires est fixé à 75 et attribue à chaque circonscription 10 sièges d'office, les 35 mandats restant étant distribués en fonction de la population provinciale. L'article 11 du statut énonce en effet que « Dans tous les cas, la province sera la circonscription électorale. ».
Le décret de convocation des élections, publié le 26 avril 2005, dispose que les sièges sont répartis ainsi : 
| Circonscriptions | Députés |
| ---------------- | ------- |
| La Corogne       | 24      |
| Lugo             | 15      |
| Ourense          | 14      |
| Pontevedra       | 22      |

### Présentation des candidatures
Peuvent présenter des candidatures, : 
- les partis ou fédérations politiques enregistrées auprès du registre des associations politiques du ministère de l'Intérieur ;
- les coalitions électorales de ces mêmes partis ou fédérations dûment constituées et inscrites auprès de la commission électorale au plus tard 10 jours après la convocation du scrutin ;
- et les électeurs de la circonscription, à condition de représenter au moins 1 % des inscrits.

### Répartition des sièges
Seules les listes ayant recueilli au moins 5 % des suffrages valides — ce qui inclut les bulletins blancs — dans une circonscription peuvent participer à la répartition des sièges à pourvoir dans cette circonscription, qui s'organise en suivant différentes étapes, : 
- les listes sont classées en une colonne par ordre décroissant du nombre de suffrages obtenus ;
- les suffrages de chaque liste sont divisés par 1, 2, 3... jusqu'au nombre de députés à élire afin de former un tableau ;
- les mandats sont attribués selon l'ordre décroissant des quotients ainsi obtenus.

Lorsque deux listes obtiennent un même quotient, le siège est attribué à celle qui a le plus grand nombre total de voix ; lorsque deux candidatures ont exactement le même nombre total de voix, l'égalité est résolue par tirage au sort et les suivantes de manière alternative.

## Campagne

### Principales forces politiques
| Force politique | Force politique                                                                   | Force politique | Chef de file                         | Idéologie                                                                       | Résultats en 2001           |
| --------------- | --------------------------------------------------------------------------------- | --------------- | ------------------------------------ | ------------------------------------------------------------------------------- | --------------------------- |
|                 | Parti populaire (es) Partido Popular                                              | PP              | Manuel Fraga (Président de la Junte) | Centre droit à droite Libéral-conservatisme, démocratie chrétienne, galléguisme | 51,62 % des voix 41 députés |
|                 | Bloc nationaliste galicien (gl) Bloque Nacionalista Galego                        | BNG             | Anxo Quintana (es)                   | Gauche Nationalisme galicien, nationalisme de gauche, socialisme démocratique   | 22,58 % des voix 17 députés |
|                 | Parti des socialistes de Galice-PSOE (gl) Partido dos Socialistas de Galicia-PSOE | PSdeG-PSOE      | Emilio Pérez Touriño                 | Centre gauche Social-démocratie, progressisme, galléguisme                      | 21,83 % des voix 17 députés |

## Résultats

### Voix et sièges

#### Total régional
|                          |                                                         |           |        |       |        |               |  |  |  |
| Parti                    | Parti                                                   | Voix      | %      | +/-   | Sièges | +/-           |  |  |  |
|                          | Parti populaire (PP)                                    | 756 562   | 45,23  | 6,39  | 37     | 4             |  |  |  |
|                          | Parti des socialistes de Galice-PSOE (PSdeG-PSOE)       | 555 603   | 33,22  | 11,39 | 25     | 8             |  |  |  |
|                          | Bloc nationaliste galicien (BNG)                        | 311 954   | 18,65  | 3,93  | 13     | 4             |  |  |  |
|                          | Esquerda Unida-Izquierda Unida (EU-IU)                  | 12 419    | 0,74   | 0,06  | 0      | en stagnation |  |  |  |
|                          | Front populaire galicien (FPG)                          | 2 982     | 0,18   | 0,03  | 0      | en stagnation |  |  |  |
|                          | Parti des indépendants et des professionnels (Autonomo) | 2 840     | 0,17   | 0,12  | 0      | en stagnation |  |  |  |
|                          | Centre démocratique et social (CDS)                     | 2 412     | 0,14   | N/a   | 0      | en stagnation |  |  |  |
|                          | Nós–Unidade Popular (Nós-UP)                            | 1 749     | 0,10   | Nv    | 0      | en stagnation |  |  |  |
|                          | Autres partis                                           | 5 123     | 0,31   | –     | 0      | en stagnation |  |  |  |
|                          | Blancs                                                  | 20 912    | 1,25   | 0,44  |        |               |  |  |  |
|                          |                                                         |           |        |       |        |               |  |  |  |
| Suffrages exprimés       | Suffrages exprimés                                      | 1 672 556 | 99,54  |       |        |               |  |  |  |
| Votes invalides          | Votes invalides                                         | 7 646     | 0,46   |       |        |               |  |  |  |
| Total                    | Total                                                   | 1 680 202 | 100,00 | –     | 75     | en stagnation |  |  |  |
| Abstentions              | Abstentions                                             | 936 609   | 35,79  |       |        |               |  |  |  |
| Inscrits / participation | Inscrits / participation                                | 2 616 811 | 64,21  |       |        |               |  |  |  |

#### Par circonscription
| Circonscription | Circonscription | La Corogne | La Corogne | La Corogne | La Corogne    | Lugo    | Lugo    | Lugo   | Lugo          | Ourense | Ourense | Ourense | Ourense       | Pontevedra | Pontevedra | Pontevedra | Pontevedra    |
| --------------- | --------------- | ---------- | ---------- | ---------- | ------------- | ------- | ------- | ------ | ------------- | ------- | ------- | ------- | ------------- | ---------- | ---------- | ---------- | ------------- |
|                 |                 |            |            |            |               |         |         |        |               |         |         |         |               |            |            |            |               |
| Sièges          | Sièges          | 24         | 24         | 24         | en stagnation | 15      | 15      | 15     | en stagnation | 14      | 14      | 14      | en stagnation | 22         | 22         | 22         | en stagnation |
|                 |                 |            |            |            |               |         |         |        |               |         |         |         |               |            |            |            |               |
|                 |                 | Nombre     | Nombre     | %          | %             | Nombre  | Nombre  | %      | %             | Nombre  | Nombre  | %       | %             | Nombre     | Nombre     | %          | %             |
| Inscrits        | Inscrits        | 1 059 232  | 1 059 232  | 100,00     | 100,00        | 346 683 | 346 683 | 100,00 | 100,00        | 354 780 | 354 780 | 100,00  | 100,00        | 856 116    | 856 116    | 100,00     | 100,00        |
| Abstentions     | Abstentions     | 389 690    | 389 690    | 36,79      | 36,79         | 108 974 | 108 974 | 31,43  | 31,43         | 126 133 | 126 133 | 35,55   | 35,55         | 311 812    | 311 812    | 36,42      | 36,42         |
| Votants         | Votants         | 669 542    | 669 542    | 63,21      | 63,21         | 237 709 | 237 709 | 68,57  | 68,57         | 228 647 | 228 647 | 64,45   | 64,45         | 544 304    | 544 304    | 63,58      | 63,58         |
| Nuls            | Nuls            | 2 836      | 2 836      | 0,42       | 0,42          | 1 196   | 1 196   | 0,50   | 0,50          | 1 008   | 1 008   | 0,44    | 0,44          | 2 606      | 2 606      | 0,48       | 0,48          |
| Exprimés        | Exprimés        | 666 706    | 666 706    | 99,58      | 99,58         | 236 513 | 236 513 | 99,50  | 99,50         | 227 639 | 227 639 | 99,56   | 99,56         | 541 698    | 541 698    | 99,52      | 99,52         |
|                 |                 |            |            |            |               |         |         |        |               |         |         |         |               |            |            |            |               |
| Partis          | Partis          | Voix       | %          | Sièges     | +/−           | Voix    | %       | Sièges | +/−           | Voix    | %       | Sièges  | +/−           | Voix       | %          | Sièges     | +/−           |
|                 | PP              | 286 278    | 42,94      | 11         | 1             | 115 650 | 48,90   | 8      | 1             | 115 684 | 50,82   | 8       | en stagnation | 238 950    | 40,91      | 10         | 2             |
|                 | PSdeG-PSOE      | 221 436    | 33,21      | 8          | 2             | 81 709  | 34,55   | 5      | 2             | 70 251  | 30,86   | 4       | 1             | 182 207    | 33,64      | 8          | 3             |
|                 | BNG             | 136 696    | 20,50      | 5          | 1             | 34 350  | 14,52   | 2      | 1             | 37 141  | 16,32   | 2       | 1             | 103 767    | 19,16      | 4          | 1             |
|                 | Autres          | 12 862     | 1,93       |            |               | 2 383   | 1,01    |        |               | 2 619   | 1,15    |         |               | 9 661      | 1,78       |            |               |
|                 | Blanc           | 9 434      | 1,42       | 2 421      | 1,02          | 1 944   | 0,85    | 7 113  | 1,31          |         |         |         |               |            |            |            |               |

## Analyse

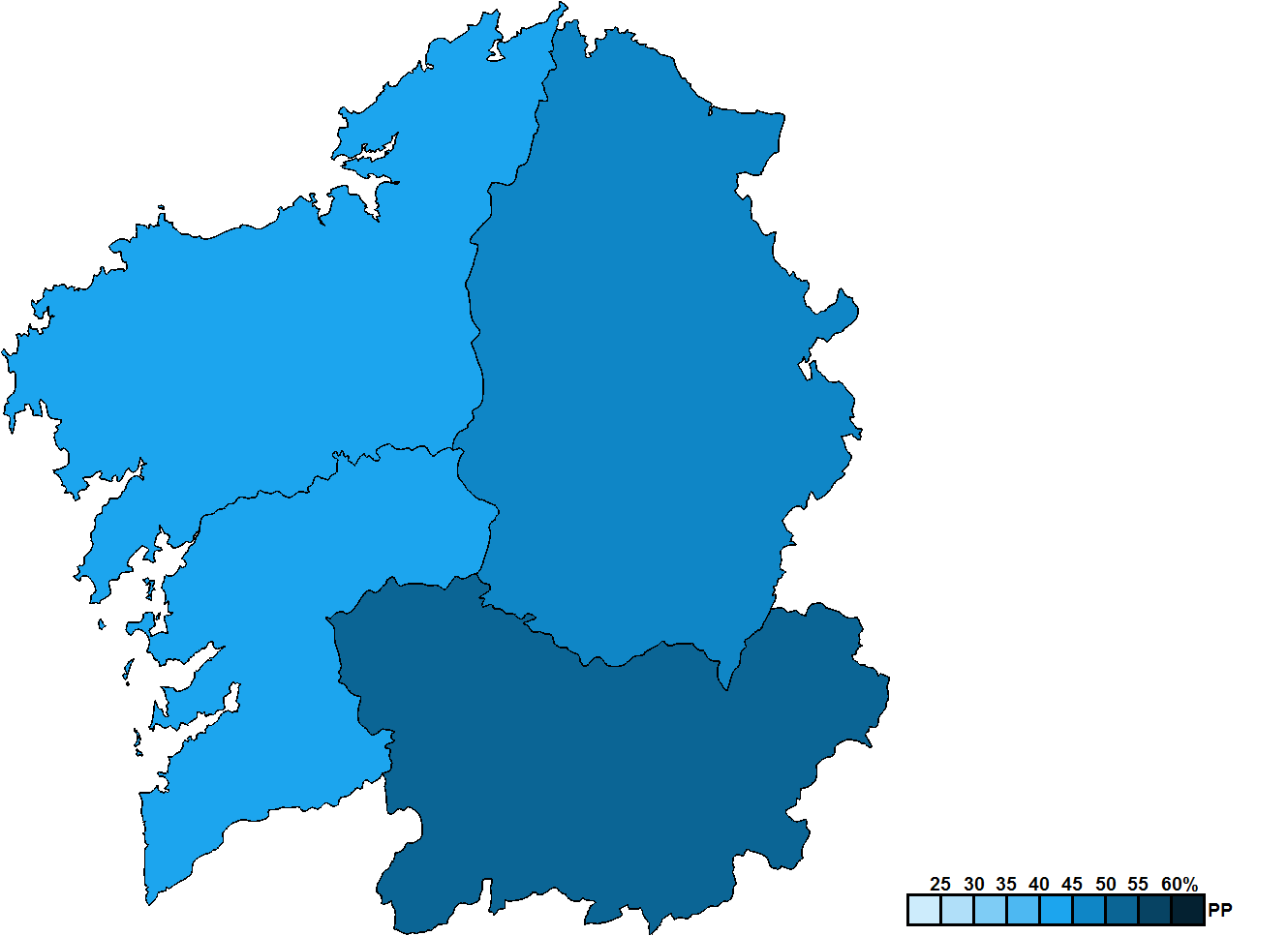
Parti arrivé en tête par circonscription et intensité de son score.

Sans les expatriés, la participation atteint un record avec 68,1 % et dépasse pour la première fois le seuil de deux tiers des inscrits. Cette baisse de l'abstention, plus marquée encore dans les territoires intérieurs que sur le littoral, n'atteint cependant pas le niveau des élections générales du 14 mars 2004. La plus forte affluence aux urnes s'explique par la perception d'un véritable enjeu quant au titulaire de la présidence de la communauté autonome, à l'inverse des élections de 2001.
Si le Parti populaire du président de la Junte Manuel Fraga perd sa majorité absolue avec 37 députés sur 75, il résiste beaucoup mieux que ce que les sondages annonçaient, en dépit d'une législature marquée par le naufrage du Prestige, des cas de maladie de la vache folle et une alternance au profit du Parti socialiste (PSOE) de José Luis Rodríguez Zapatero à Madrid. À 82 ans, le chef de l'exécutif sortant parvient à réunir près de 45 % des suffrages exprimés et s'offre sa cinquième victoire électorale consécutive. Sa capacité à conserver finalement sa majorité dépend donc du vote des expatriés inscrits dans la circonscription de Pontevedra, où le Parti populaire doit devancer le Parti socialiste de 8 160 suffrages pour faire basculer un siège de député. Historiquement, les émigrés galiciens, qui représentent près de 12 % des électeurs, votent largement en faveur du Parti populaire : il avait réuni 67 % de leurs suffrages en 2001, devançant le Parti socialiste de 8 733 bulletins parmi les électeurs de Pontevedra, et même obtenu un siège de député supplémentaire au détriment du Bloc nationaliste en 1997, mais lors des élections européennes de 2004, le PSOE l'avait devancé dans la fameuse province de Pontevedra.
Avec une progression de l'ordre de dix points de pourcentage et huit sièges, le Parti socialiste (PSdeG-PSOE) d'Emilio Pérez Touriño retrouve son statut de deuxième force politique. Ayant mené une campagne sans réelle proposition autre que « le changement », le chef de file de la social-démocratie profite de l'effet locomotive électorale de Zapatero pour égaler en pourcentage le meilleur résultat historique de son parti en Galice, obtenant toutefois trois sièges de moins que Fernando González Laxe aux élections de 1989. À l'inverse, le Bloc nationaliste galicien (BNG) retombe à son niveau des élections de 1993. La campagne modérée de son nouveau chef de file Anxo Quintana le fait reculer dans l'ensemble des circonscriptions et produit un résultat plus faible qu'attendu qui ne garantit pas une nette victoire de l'opposition, donc l'alternance au détriment du Parti populaire.
Le décompte des votes des expatriés le 27 juin confirme le résultat du scrutin et marque ainsi une alternance historique au pouvoir en Galice, que le journal El País compare à la victoire du PSOE de Felipe González aux élections générales de 1982. Le PSdeG-PSOE est distancé de moins de 2 000 voix dans la circonscription de Pontevedra et il parvient à passer devant le PP dans la circonscription de Lugo, alors que la participation parmi les émigrés s'approche des 40 %, ce qui constitue un record.

## Conséquences
Emilio Pérez Touriño et Anxo Quintana se rencontrent le 30 juin 2005 à Saint-Jacques-de-Compostelle, afin de lancer formellement les négociations de coalition entre le Parti socialiste et le Bloc nationaliste. Le 3 juillet, les équipes de négociateurs des deux partis, constitués chacune de trois membres, tiennent leur première réunion en vue d'établir un contrat de coalition pour former un gouvernement conjoint. Le pacte entre les deux formations est conclu le 19 juillet, quelques heures après que les deux chefs de file se sont entendus sur la structure du futur exécutif autonomique. Le 23 juillet, l'accord est paraphé par Emilio Pérez Touriño et Anxo Quintana devant 300 personnes lors d'un événement organisé au Centre galicien d'art contemporain (CGAC) de Saint-Jacques-de-Compostelle.
Le 29 juillet, Emilio Pérez Touriño est investi président de la Junte par le Parlement, par 38 voix pour et 37 voix contre, le Parti populaire refusant de lui accorder sa confiance. Il prête serment quatre jours plus tard, en présence notamment du ministre des Administrations publiques Jordi Sevilla, en représentation du gouvernement, ainsi que de la ministre de l'Agriculture Elena Espinosa, du président de la généralité de Catalogne Pasqual Maragall, du président de la principauté des Asturies Vicente Álvarez Areces et du président de la députation générale d'Aragon Marcelino Iglesias. Son gouvernement, qui compte 12 conseillers et dont Anxo Quintana est vice-président, est assermenté devant lui le 4 août, en présence de la présidente du Parlement, Dolores Villarino (es).
Lors d'un congrès extraordinaire organisé les 14 et 15 janvier 2006, Alberto Núñez Feijóo est élu président du Parti populaire de Galice par 96 % des voix et forme une direction renouvelée de moitié, en présence des plus hauts responsables nationaux du PP venus également rendre hommage à la carrière de Manuel Fraga.